# Cyclopogon iguapensis
Cyclopogon iguapensis är en orkidéart som beskrevs av Rudolf Schlechter. Cyclopogon iguapensis ingår i släktet Cyclopogon, och familjen orkidéer. Inga underarter finns listade i Catalogue of Life.